# Coffea anthonyi
Coffea anthonyi är en måreväxtart som beskrevs av Piet Stoffelen och F.Anthony. Coffea anthonyi ingår i släktet Coffea och familjen måreväxter. Inga underarter finns listade i Catalogue of Life.